# Den lette Garde
Den lette Garde (originaltitel The Gold Diggers) er en amerikansk stumfilm fra 1923 af Harry Beaumont.

## Medvirkende
- Hope Hampton som Jerry La Mar
- Wyndham Standing som Stephen Lee
- Louise Fazenda som Mabel Munroe
- Gertrude Short som Topsy St. John
- Alec Francis som James Blake
- Jed Prouty som Barney Barnett
- Arita Gillman som Eleanor Montgomery